# Triticellopsis sandersi
Triticellopsis sandersi är en mossdjursart som beskrevs av Jean-Loup d'Hondt 1979. Triticellopsis sandersi ingår i släktet Triticellopsis och familjen Triticellidae. Inga underarter finns listade i Catalogue of Life.